# Шидловець (Підкарпатське воєводство)
Шидловець (пол. Szydłowiec) — село в Польщі, у гміні Мелець Мелецького повіту Підкарпатського воєводства.
Населення — 153 особи (2011).
У 1975-1998 роках село належало до Ряшівського воєводства.

## Демографія
Демографічна структура станом на 31 березня 2011 року:
|          | Загалом | Допрацездатний вік | Працездатний вік | Постпрацездатний вік |
| -------- | ------- | ------------------ | ---------------- | -------------------- |
| Чоловіки | 78      | 15                 | 52               | 11                   |
| Жінки    | 75      | 21                 | 42               | 12                   |
| Разом    | 153     | 36                 | 94               | 23                   |